# Albert-Eden-Puketāpapa Ward
Der Albert-Eden-Puketāpapa Ward ist eine Verwaltungseinheit des Auckland Council in Neuseeland.

## Geographie
Der eine Fläche von 48,19 km² umfassende Albert-Eden-Puketāpapa Ward findet seine südliche Grenze im Manukau Harbour, wird westlich durch den Whau Ward, im Nordwesten vom Waitemata Harbour, im Norden vom Stadtzentrum von Auckland, im Nordosten vom Ōrākei Ward und im Osten vom Maungakiekie-Tāmaki Ward begrenzt.
Im Norden bestimmen im Wesentlichen der New Zealand State Highway 1, der hier auch Northern Motorway genannt wird, und im Nordosten und im Norden der New Zealand State Highway 16 der hier auch North-Western Motorway genannt wird, die Grenzziehung des Ward, wobei im Nordwesten der Stadtteil Point Chevalier mit der Selwyn Village noch zum Ward gezählt werden. Südlich davon gehört der Stadtteil Waterview dazu, von dem aus nördlich auch der New Zealand State Highway 20 vom State Highway 16 abzweigt und südlich von Waterview in einem Linksbogen eine südwestliche Grenze des Ward darstellt. Am Ende des Bogens verläuft die Grenze des Ward nach Süden zum Manukau Harbour und schließt den Stadtteil Lynfield mit ein. An der südöstlichen Seite zweigt die Grenzlinie östlich des Stadtteils Greenlane nach Südsüdwesten ab, und führt, den Park mit dem ehemaligen Vulkan Maungakiekie / One Tree Hill ausschließend und den Stadtteil Royal Oak einschließend, ebenfalls bis zum Manukau Harbour.

## Wirtschaftsdaten
Der Ward verfügte im Jahr 2023 über 160.600 Einwohner, die sich in 61.100 Einwohner im Einzugsbereich des Puketāpapa Local Board und 99.500 Einwohner im Bereich des Albert-Eden Local Board aufteilten. Im gleichen Zeitraum beschäftigten im erstgenannten Local Board 5.847 Unternehmen 15.426 Personen und im zweitgenannten in 15.723 Unternehmen 54.325 Personen.
Das Bruttosozialprodukt, in Neuseeland Gross Domestic Product (GDP) genannt, betrug im Jahr 2023 im Puketāpapa Local Board 1,897 Mrd. NZD, mit einem Wachstum gegenüber dem Vorjahr von 2,8 %. Neuseeland insgesamt hatte im gleichen Bemessungszeitraum im Vergleich dazu ein Wachstum von 2,9 %. In dem Puketāpapa Local Board führte die Branche des Großhandel mit 16,4 % Anteil am GDP die Statistik an, gefolgt von dem Einzelhandel mit 9,4 % und freiberufliche, wissenschaftliche und technische Dienstleistungen mit 9,1 %.
Der Albert-Eden Local Board hingegen brachte es im Jahr 2023 mit einem Wachstum von 1,4 % auf ein GDP von 7.531 Mrd. NZD. Hier führte die Branche der freiberuflichen, wissenschaftlichen und technischen Dienstleistungen die Statistik an und kamen auf einen Anteil von 15,1 % am GDP. Der Bereich Vermietung, Verleih und Immobiliendienstleistung wies einen Anteil von 12,1 % am GDP auf und sicherte sich den zweiten Platz in der Statistik. Drittplatziert war der Bereich Gesundheitspflege und Sozialhilfe mit 11,6 %.

## Politische Führung des Albert-Eden-Puketāpapa Ward
Die politische Führung des Auckland Council erfolgt durch den Mayor (Bürgermeister), 20 Ward Councillors (Ward Stadträte) und in jedem der dreizehn vorhandenen Wards zusätzlich durch eine unterschiedliche Anzahl von Mitgliedern, die in den Local Boards organisiert sind. Die derzeit 21 Local Boards haben insgesamt 149 Mitglieder. Während sich die Local Boards auf die Entscheidungsfindung und Führung auf kommunaler Ebene konzentrieren, befassen sich der Mayor mit den Councillors mit dem großen Ganzen der Stadt und mit den strategischen Entscheidungen für das gesamte Stadtgebiet des Auckland Council.
Für den Albert-Eden-Puketāpapa Ward sind zwei Councillors (Stadträte) zuständig und auf lokaler Ebene 6 Mitglieder im Puketāpapa Local Board und 8 Mitglieder im Albert-Eden Local Board.